# 9019 Евкоммія
9019 Евкоммія (9019 Eucommia) — астероїд головного поясу, відкритий 28 серпня 1987 року.
Тіссеранів параметр щодо Юпітера — 3,487.